# 舒特淖尔
舒特淖尔(又称舒淖尔)是位于中国内蒙古自治区锡林郭勒盟锡林浩特市伊利勒特苏木东南的一个湖泊。其位置约为东经116°6′,北纬44°3′。湖面海拔米，面积约5平方公里，是咸水湖。舒特淖尔来自蒙古语，是有硝的湖的意思。